# Asia's Next Top Model (seconda edizione)
La seconda edizione di Asia's Next Top Model va in onda da giorno 8 gennaio 2014 e vede competere per il titolo di miglior modella asiatica sedici concorrenti provenienti dall'intero continente; conduce per la seconda volta la modella Nadya Hutagalung, che è anche giudice in studio insieme all'esperto di moda Daniel Williams (che ha sostituito Daniel Boey), il fotografo Mike Rosenthal (sostituto di Todd Anthony Tyler) e la modella, esperta di passerella e portamento Joey Mead King, riconfermata dalla scorsa edizione. La vincitrice porterà a casa un contratto con la "Storm Model Management", il proprio volto in copertina della rivista "Harper's Bazaar", un premio di 100.000 dollari singaporiani, un viaggio di lavoro pagato della durata di tre mesi a Londra, un contratto come sponsor per la "Canon IXUS 2013", per la "TRESemmé" e un'automobile. La nuova sede della villa delle concorrenti è la Malaysia. 
 Per partecipare al programma è stata anche condotta una ricerca molto ampia attraverso il web e, oltre i requisiti fisici, le aspiranti concorrenti non dovevano avere una carriera già ben avviata e dovevano parlare inglese in maniera molto fluente (la scorsa edizione, la concorrente vietnamita Trang venne eliminata proprio a causa della sua scarsa dimestichezza con la lingua).
Gli episodi del 12 e 19 marzo sono stati posticipati per la tragedia del Volo Malaysia Airlines 370 dell'8 marzo 2014; l'episodio 11, che vedeva le ragazze in gara posare in un hangar con un aereo della compagnia di volo coinvolta, non è stato trasmesso. Il 2 aprile è andato in onda infatti direttamente l'episodio 12, anticipato da un brevissimo riassunto del precedente.
Questa edizione si è conclusa si 9 aprile 2014 con la vittoria della ventiduenne malese Liam Ye Shin, chiamata Sheena in gara.

## Concorrenti
(L'età si riferisce al periodo della gara)
| Provenienza   | Concorrente               | Età | Città di provenienza | Altezza | Posizione                                                    |
| ------------- | ------------------------- | --- | -------------------- | ------- | ------------------------------------------------------------ |
| Cina          | Shang Yang, "Jessie"      | 22  | Pechino              | 170 cm  | Eliminata al di fuori del giudizio in studio nell'episodio 1 |
| Hong Kong     | Yu Chi-ka, "Elektra"      | 21  | Hong Kong            | 175 cm  | Eliminata nell'episodio 1                                    |
| Indonesia     | Bona Dea Kometa           | 27  | Giacarta             | 179 cm  | Eliminata nell'episodio 2                                    |
| Corea del Sud | Moon Ji-hye               | 20  | Seul                 | 181 cm  | Eliminata nell'episodio 3                                    |
| Vietnam       | Phan Như Thảo             | 26  | Cà Mau               | 173 cm  | Eliminata nell'episodio 4                                    |
| Singapore     | Poojaa Gill               | 22  | Singapore            | 170 cm  | Eliminata nell'episodio 5                                    |
| India         | Sneha Ghosh               | 23  | Calcutta             | 175 cm  | Eliminate nell'episodio 7                                    |
| Indonesia     | Janice Jessica Hermijanto | 21  | Yogyakarta           | 174 cm  | Eliminate nell'episodio 7                                    |
| Thailandia    | Tia Li Taveepanichpan     | 17  | Phuket               | 169 cm  | Eliminata nell'episodio 8                                    |
| Taiwan        | Natalie Su Pickles        | 25  | Taipei               | 170 cm  | Eliminata nell'episodio 9                                    |
| Malaysia      | Tan Yee-mei "Josephine"   | 23  | Pahang               | 173 cm  | Eliminata nell'episodio 10                                   |
| Singapore     | Lee Xin-ni, "Nicole"      | 24  | Singapore            | 174 cm  | Eliminata nell'episodio 11                                   |
| Giappone      | Marie Nakagawa            | 24  | Tokyo                | 170 cm  | Eliminata nell'episodio 12                                   |
| Filippine     | Katarina Sonja Rodriguez  | 21  | Makati               | 167 cm  | Terza classificata                                           |
| Filippine     | Jodilly Ignacio Pendre    | 20  | Mandaluyong          | 175 cm  | Seconda classificata                                         |
| Malaysia      | Liam Yue-sheen, "Sheena"  | 22  | Selangor             | 174 cm  | Vincitrice                                                   |

### Ordine di eliminazione
| Order | Episodi   | Episodi   | Episodi   | Episodi   | Episodi   | Episodi   | Episodi   | Episodi   | Episodi   | Episodi   | Episodi  | Episodi  | Episodi  |
| Order | 1         | 2         | 3         | 4         | 5         | 6         | 7         | 8         | 9         | 10        | 11       | 12       | 13       |
| ----- | --------- | --------- | --------- | --------- | --------- | --------- | --------- | --------- | --------- | --------- | -------- | -------- | -------- |
| 1     | Tia       | Nicole    | Josephine | Marie     | Natalie   | Jodilly   | Marie     | Marie     | Katarina  | Jodilly   | Sheena   | Katarina | Sheena   |
| 2     | Sheena    | Jodilly   | Nicole    | Josephine | Jodilly   | Josephine | Nicole    | Josephine | Jodilly   | Katarina  | Jodilly  | Jodilly  | Jodilly  |
| 3     | Josephine | Sheena    | Sheena    | Poojaa    | Sheena    | Nicole    | Sheena    | Nicole    | Sheena    | Sheena    | Marie    | Sheena   | Katarina |
| 4     | Jodilly   | Thao      | Katarina  | Nicole    | Nicole    | Sneha     | Katarina  | Sheena    | Marie     | Marie     | Katarina | Marie    |          |
| 5     | Thao      | Katarina  | Natalie   | Natalie   | Marie     | Sheena    | Jodilly   | Katarina  | Josephine | Nicole    | Nicole   |          |          |
| 6     | Marie     | Natalie   | Tia       | Tia       | Janice    | Katarina  | Natalie   | Natalie   | Nicole    | Josephine |          |          |          |
| 7     | Sneha     | Sneha     | Thao      | Sheena    | Katarina  | Marie     | Josephine | Jodilly   | Natalie   |           |          |          |          |
| 8     | Janice    | Janice    | Poojaa    | Katarina  | Josephine | Natalie   | Tia       | Tia       |           |           |          |          |          |
| 9     | Bona      | Josephine | Jodilly   | Jodilly   | Sneha     | Janice    | Janice    |           |           |           |          |          |          |
| 10    | Katarina  | Poojaa    | Marie     | Sneha     | Tia       | Tia       | Sneha     |           |           |           |          |          |          |
| 11    | Poojaa    | Jihye     | Sneha     | Janice    | Poojaa    |           |           |           |           |           |          |          |          |
| 12    | Jihye     | Marie     | Janice    | Thao      |           |           |           |           |           |           |          |          |          |
| 13    | Nicole    | Tia       | Jihye     |           |           |           |           |           |           |           |          |          |          |
| 14    | Natalie   | Bona      |           |           |           |           |           |           |           |           |          |          |          |
| 15    | Elektra   |           |           |           |           |           |           |           |           |           |          |          |          |
| 16    | Jessie    |           |           |           |           |           |           |           |           |           |          |          |          |

     La concorrente è stata eliminata
     La concorrente è stata eliminata al di fuori del pannello di giudizio
     La concorrente è parte di una non-eliminazione
     La concorrente ha vinto la gara
- Nel primo episodio, Jessie e Katarina sono reputate le peggiori al termine del servizio fotografico; Jessie viene eliminata
- Nel sesto episodio, Janice e Tia sono a rischio eliminazione ma vengono entrambe salvate
- Nel settimo episodio, Janice e Sneha sono a rischio eliminazione ed entrambe vengono eliminate
- L'undicesimo episodio non viene trasmesso per intero; in un breve riepilogo all'inizio dell'episodio 12 viene trasmessa l'eliminazione di Nicole, in ballottaggio contro Katarina
- Nel tredicesimo episodio, viene prima annunciato il terzo posto di Katarina, di seguito la vittoria di Sheena su Jodilly

### Servizi fotografici
- Episodio 1: Servizio fotografico per la sigla d'apertura
- Episodio 2: Moda malese in una caverna
- Episodio 3: In bikini in un antro di ghiaccio
- Episodio 4: Moda colorata anni '60 in un salone di bellezza
- Episodio 5: Impersonificando vari sport
- Episodio 6: Alta moda in un'autofficina
- Episodio 7: Beautyshoots per "TRESemmé"
- Episodio 8: Modamare a Pangkor Laut
- Episodio 9: Principesse guerriere della giungla
- Episodio 10: Alta moda per Alex Perry su una spiaggia
- Episodio 11: Servizio fotografico in un hangar per la "Malaysia Airlines" (non trasmesso)
- Episodio 12: Copertina "Harper's Bazaar"
- Episodio 13: Emozioni e alta moda a Tanjong Jara